# Jonathan Shapiro
Jonathan Shapiro, alias Zapiro (Kaapstad, 27 oktober 1958), is een Zuid-Afrikaans cartoonist.
Als Zapiro tekent hij spotprenten over de sociale en politieke situatie in Zuid-Afrika, maar ook over de rest van Afrika en de wereld. In de jaren tachtig werkte hij voor anti-apartheidsbewegingen. Het werk van Zapiro kenmerkt zich door treffende teksten en details, waarmee hij tegenstrijdigheden in de maatschappij ter discussie stelt. In de loop van zijn carrière bleef hij een in het oog springende rol vervullen in de sociale en culturele ontwikkeling van Zuid-Afrika en erbuiten.

## Leven

### Studie en dienstplicht
Ondanks zijn passie voor het maken van cartoons, studeerde Shapiro Architectuur aan de Universiteit van Kaapstad, waarin hij zijn bachelorgraad behaalde in 1980. Hij vond het moeilijk zich een loopbaan voor te stellen in de architectuur, waardoor hij zich toch verder ging verdiepen in Grafisch Design. Hij volgde daarom hierin een opleiding aan de Michaelis School of Fine Art van februari tot juni 1982. Deze studie moest hij echter afbreken vanwege dienstplicht in het Zuid-Afrikaanse leger. Nog tijdens zijn dienstplicht werd hij lid van het United Democratic Front en maakte hij cartoons voor activistische organisaties.
In 1988 werd hij tijdelijk gevangengezet. Hij ontving voor dat jaar een studiebeurs van het Fulbright-programma en van augustus 1988 tot mei 1990 volgde hij in dit kader studie van onder meer Art Spiegelman, Will Eisner en Harvey Kurtzman aan de School of Visual Arts in New York.
Later, toen zijn carrière in 2004 al in volle gang was, werd hij door de Universiteit van Transkei benoemd tot honorair doctor in de literatuur.

### Loopbaan
In 1984 begon hij als redactiecartoonist voor de Mail and Guardian en vier jaar later tekende hij zijn cartoons eveneens voor The Sunday Times. Sinds 2005 publiceert hij ook voor de  Independent Newspapers (Pty), waardoor zijn werk aan een nog breder publiek wordt getoond.
Na zijn terugkeer in 1991 uit de Verenigde Staten maakte hij eerst een aantal educatieve cartoons voor Story Circle, zoals Roxy (aidspreventie), Tomorrow People (democratisering) en A Trolley Full of Rights (tegen kindermishandeling).
Naast de publicaties voor zijn vaste kranten heeft Zapiro cartoons gepubliceerd voor een aantal bekende internationale nieuwsbladen, waaronder Newsweek, New York Press, The Economist, The Times, World Press Review, The Observer, The Nation, The Scotsman, Le Monde en Courier International.
Zapiro vertoonde zijn cartoons tijdens tentoonstellingen en events wereldwijd, waarbij tentoonstellingen in New York, Amsterdam en Frankfurt enkel aan zijn werk waren gewijd.
Hij was spreker tijdens een groot aantal bijeenkomsten waaronder verschillende jaren achtereen voor het World Economic Forum in Davos in Zwitserland. Shapiro geeft anno 2001 les aan andere cartoonisten, waarmee hij zijn kennis en ervaring doorgeeft aan de volgende generatie.

## Ontvangst

### Onderscheidingen
In 2006 ontving hij de Grote Prins Claus Prijs in het thema Humor en satire. Het Prins Claus Fonds kende hem de prijs toe "voor de hoge kwaliteit van zijn oeuvre en zijn gevatte en scherpzinnige commentaar op de sociale en politieke omstandigheden van de regio, in een tijd waarin grote behoefte is aan kritische analyses."
Overige onderscheidingen:
- 2001: Afrikaans journalist van het jaar in de Categorie Sport (CNN)
- 2003 en 2004: Prijs voor Grafische Journalistiek, Mondi Newspaper
- 2005: Alan Paton Literary Award The Sunday Times
- 2005: Communicator van het Jaar, Tshwane-Universiteit van Technologie, faculteit voor PR en Bedrijfscommunicatie, Tshwane
- 2006 en 2007: Journalist van het Jaar, Mondi Shanduka
- 2007: Courage in Editorial Cartooning Award, Cartoonists Rights Network (VS)
- 2007: Eerste prijs in de Entwicklungspolitik - Cartoon Competition on Africa, Berlijn
- 2007: White Ribbon Award, Women Demand Dignity
- 2007: Beste Humoristische Cartoon, Zuid-Afrikaanse Comedyprijs
- 2008: Beste Humoristische Cartoon, Zuid-Afrikaanse Cartoonistenprijs

### Kritiek
In 2003 kwam het werk van Zapiro onder censuur te staan na kritiek over drie van zijn cartoons tijdens een tentoonstelling die was georganiseerd door de Amerikaanse organisatie Faith and Politics Institute. De gewraakte cartoons stellen de politiek van Trade and not Aid van president Bill Clinton aan de kaak, en vertonen president George W. Bush met een omhoog geheven middelvinger tijdens de wereldtop in Johannesburg in 2002. In deze cartoon wordt het eenzijdige standpunt van de Verenigde Staten uitgebeeld tijdens die top.
In 2006 werd Zapiro aangeklaagd door Zuid-Afrika's president Jacob Zuma en in 2008 door de regeringspartij ANC. In het laatste geval beeldt Zapiro aanhangers van Zuma uit (Gwede Mantashe, Blade Nzimande en Zwelinzima Vavi) die Vrouwe Justitia op de grond vasthouden, terwijl Zuma klaar staat zijn broek te laten zakken om haar te verkrachten. Mantashe roept Zuma in de cartoon toe Go for it boss.
In 2010 publiceerde Mail and Guardian een cartoon van Zapiro, waarop de profeet Mohammed wordt uitgebeeld op een sofa bij een psychiater met de tekst "Other prophets have followers with a sense of humour!" (Andere profeten hebben volgelingen met gevoel voor humor!) De cartoon veroorzaakte een rel die uitmondde in een rechtszaak die uiteindelijk beslecht werd in het voordeel van Mail and Guardian.

## Werk

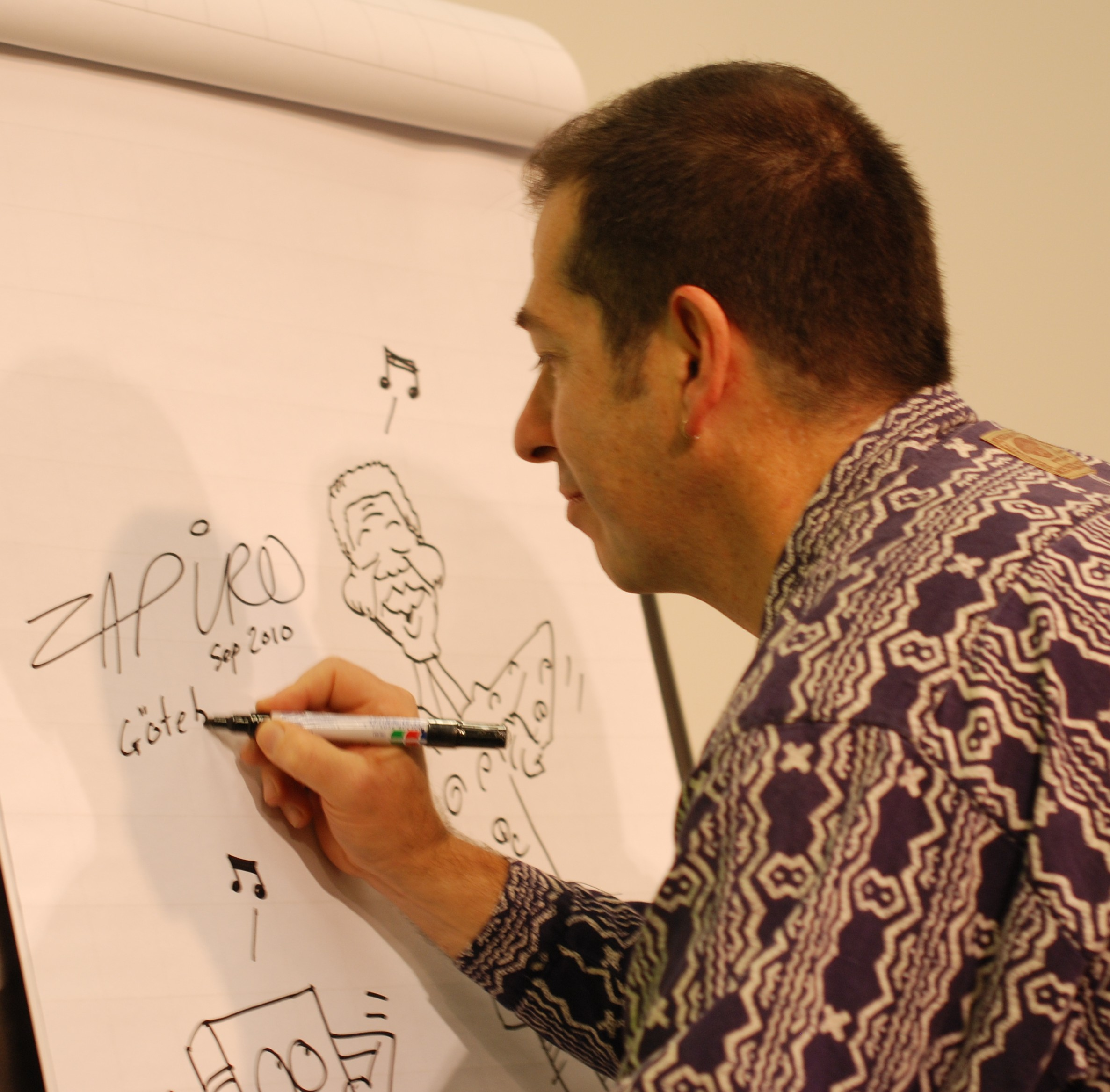
Zapiro tekent een cartoon van Nelson Mandela tijdens de boekenbeurs van Göteborg in 2010

Sinds 1996 heeft Zaprio jaarlijks een cartooncollectie uitbracht:
- 1996: The Madiba Years
- 1997: The Hole Truth
- 1998: End Of Part One
- 1999: Call Mr Delivery
- 2000: The Devil Made Me Do It!
- 2001: The ANC Went in 4X4
- 2002: Bushwhacked
- 2003: Dr Do-Little and the African Potato
- 2004: Long Walk to Free Time
- 2005: Is There a Spin Doctor In the House?
- 2006: Da Zuma code
- 2007: Take Two Veg and Call Me In the Morning
- 2008: Pirates of Polokwane
- 2009: Don't Mess with the President's Head
- 2010: Do You Know Who I am?!